# Цинциус, Вера Ивановна
Ве́ра Ива́новна Ци́нциус (8 августа 1903, Санкт-Петербургская губерния — 15 января 1983, Ленинград) — советский лингвист-северовед, специалист по тунгусо-маньчжурским языкам, алтаист, доктор филологических наук (1945).

## Биография
Родилась в 1903 году в Лигово Санкт-Петербургской губернии (по другим данным, в Петербурге); окончила этнографическое отделение географического факультета ЛГУ, преподавала тунгусо-маньчжурские языки в Институте народов Севера. В 1937—1939 годах находилась в заключении по ложному обвинению в контрреволюционной пропаганде среди студентов института. В 1941 году защитила кандидатскую диссертацию «Эвенский язык. Грамматика. (Фонетика и морфология)»; в 1944 — докторскую «Сравнительная фонетика тунгусо-маньчжурских языков» (издана в 1949). Несмотря на господство в то время в науке «нового учения о языке» Н. Я. Марра, отрицавшего само понятие родства языков, работа В. И. Цинциус, как отмечал Г. Д. Санжеев, стала первым научным обоснованием родства тунгусо-манчжурских языков. В 1972 году награждена премией Университета Индианы за достижения в области алтаистических исследований (так называемая «Золотая медаль ПИАК»). Н. Н. Поппе охарактеризовал В. И. Цинциус как «самого выдающегося исследователя в области тунгусских языков», владевшего «обширным знанием материала и современными методами сравнительного языкознания».
Студенты В. И. Цинциус с благодарностью вспоминают о её доброжелательности и высоких профессиональных качествах.
Почётный член Научного общества венгерских ориенталистов им. Кёрёши Чома (с 1972), ей присуждена 10-я премия Индианского университета (США) с вручением золотой медали (1972).

## Основные работы
- Цинциус В. И. Очерк грамматики эвенского (ламутского) языка. — Л., 1947.
- Цинциус В. И. Сравнительная фонетика тунгусо-маньчжурских языков. — Л.: Учпедгиз, 1949.
- Цинциус В. И. Очерк морфологии орочского языка // Ученые записки ЛГУ. Сер. востоковедческих наук. — 1949. — Вып. 1, № 98.
- Русско-эвенский словарь / Сост. В. И. Цинциус и Л. Д. Ришес. — М., 1952.
- Цинциус В. И. Загадки негидальцев // Ученые записки ЛГПИ. — 1957. — Т. 132.
- Эвенско-русский словарь. Около 10 000 слов / Сост. В. И. Цинциус, Л. Д. Ришес. — Л.: Учпедгиз, 1958.
- Цинциус В. И. Воззрения негидальцев, связанные с охотничьим промыслом // Религиозные представления и обряды народов Сибири в XIX — нач. XX в. — Л., 1971. — (СМАЭ. Т. 27).
- Цинциус В. И. К этимологии алтайских терминов родства // Очерки сравнительной лексикологии алтайских языков. — Л., 1972.
- Цинциус В. И. Обрядовый фольклор негидальцев, связанный с промыслом // Фольклор и этнография. — Л., 1974.
- Цинциус В. И. Монголизмы-дублеты в маньчжурском языке // Исследования по восточной филологии (К семидесятилетию профессора Г. Д. Санжеева). — М., 1974. — С. 297—305.
- Сравнительный словарь тунгусо-маньчжурских языков: Матер. к этимол. словарю / Отв. редактор В. И. Цинциус. — Л.: Наука, 1975.
- Цинциус В. И. Негидальский язык. — Л.: Наука. 1982